# استیو جیمز (تهیه‌کننده)
استیو جیمز (انگلیسی: Steve James؛ زادهٔ ۸ مارس ۱۹۵۴) کارگردان فیلم و تهیه‌کننده اهل ایالات متحده آمریکا است. وی از سال ۱۹۸۶ میلادی تاکنون مشغول فعالیت بوده‌است. فیلم او با نام آباکوس: به اندازه کافی کوچک برای زندانی‌شدن (۲۰۱۶) در نودمین دوره جوایز اسکار نامزد جایزه اسکار بهترین فیلم مستند شده است.
وی همچنین برندهٔ جوایزی همچون جایزه انجمن کارگردانان آمریکا شده‌است.